# Cloudkicker
Cloudkicker (engl. wörtlich „Wolkentreter“) ist ein Musik-Projekt des US-amerikanischen Musikers Ben Sharp aus Columbus, Ohio. Der Name des Projektes stammt von dem Charakter Kit Wolkenflitzer (im Englischen: Kit Cloudkicker) aus der Zeichentrickserie Käpt’n Balu und seine tollkühne Crew.
Obwohl Cloudkicker musikalisch wenig mit Bands aus der Djent-Bewegung gemeinsam hat und er weder durch diese beeinflusst wurde, noch anfangs von dieser wusste, erlangte Ben Sharps Solo-Projekt innerhalb der Szene eine große Beliebtheit. So bekam Sharp bereits Anfragen von Bands aus der Szene, die ihm anboten ihn als offizielles Line-up auf Konzerten zu begleiten. Gründe für die große Bekanntheit innerhalb der Bewegung lassen sich sowohl auf einige Parallelen zur Band Meshuggah zurückführen, als auch auf die Erstellung der Musik durch das Homerecording, mit welchem die Szene tief verwurzelt ist.
Ben Sharp veröffentlicht seine gesamte Musik in Eigenregie und bietet sie auf der Plattform bandcamp unter der Creative-Commons-Lizenz zum kostenlosen Download an. Alle Lieder sind, bis auf eine Ausnahme, instrumental. Sharp hat mit seinem Solo-Projekt bis zum jetzigen Zeitpunkt keinen Plattenvertrag unterschrieben, da ein Label seiner Meinung nach ihm nicht mehr bieten würde, was er nicht auch selbst machen könnte. Einzige Ausnahme bildet das Album Live with Intronaut, welches über Century Media erschien.

## Geschichte

### Gründung & Vorgeschichte (2008–2010)
Im Jahre 2005 begann Ben Sharp erstmals selber Musik zu komponieren, nachdem er bereits in Jugendjahren in verschiedenen Bands gespielt hatte. Daraufhin veröffentlichte er meist jede Woche ein neues, ungefähr dreiminütiges Lied, welches dem Ambient zuzuordnen war, und welches er zum kostenlosen Download anbot. Nachdem Sharp beschlossen hatte musikalisch eine härtere Stilrichtung einzuschlagen, komponierte er im Sommer 2006 die ersten Lieder, welche er später unter dem Namen Cloudkicker veröffentlichte, und spielte mit Freunden einige kleine Konzerte. Anschließend zog er Ende 2007 von seinem damaligen Wohnort Los Angeles aus beruflichen Gründen nach Columbus um.
2008 tauchte Sharp zum ersten Mal unter dem Pseudonym Cloudkicker auf, unter welchem er im Juli desselben Jahres sein Debütalbum The Discovery veröffentlichte, welches er über Myspace zum kostenlosen Download anbot. Im Dezember 2008 und August 2009 folgten mit The Map Is Not the Territory und Portmanteau zwei weitere EPs. Im Februar 2010 veröffentlichte Sharp eine weitere EP, welche den Namen ]]][[[ trug, dessen Cover eine Person zeigte, welche Sharp per Zufall fand, als er in der Google-Bildersuche nach dem Begriff „Black“ suchte. Später stellte sich heraus, dass es sich bei der Person um Ned Kelly, einen der berühmtesten Bushranger Australiens, handelte. Im September desselben Jahres erschien das zweite Studioalbum Sharp’s mit dem Namen Beacons, welches im Gegensatz zu den vorherigen Veröffentlichungen das erste war, welches nicht nur digital, sondern aufgrund der großen Nachfrage auch als CD und Schallplatte gegen Geld erhältlich war. Es war des Weiteren das erste Album, das Sharp über die Plattform bandcamp veröffentlichte. Im darauffolgenden Monat veröffentlichte Sharp einen Monat später eine weitere EP, welche den Namen A New Heavenly Body trug und eine neu aufgelegte Version von ]]][[[ war.

### Weitere Veröffentlichungen & zunehmender Erfolg (seit 2011)
Im November 2011 veröffentlichte Sharp mit Let Yourself Be Huge sein drittes Studioalbum, auf welchem auf dem letzten Lied, welches mit Let Yourself Be Huge denselben Namen wie das Album trug, zum ersten Mal auch Ben Sharps eigener Gesang zu hören war. Des Weiteren war es das erste Album auf dem Sharp selbst Schlagzeug spielte. Die Kosten für die Ausrüstung und die Aufnahme wurde durch die Einnahmen des zweiten Albums Beacons gedeckt, welche ein Entstehen von Let Yourself Be Huge erst ermöglicht hatten. Nur wenige Tage später erschien mit Loop das bis zu diesem Zeitpunkt fünfte Studioalbum, dass wie bereits sein Vorgänger-Album sich im Wesentlichen von den vorherigen Veröffentlichungen unterschied. Mit Fade erschien im August 2012 das insgesamt sechste Studioalbum, welches erstmals auch als Kassette erhältlich war. An Weihnachten veröffentlichte Sharp die Single Signal Noise, welches wenig später von der Demogruppe Fairlight in einer PC-Demo verwendet wurde, welche im Frühling 2013 auf der Revision einen Preis gewann.
Anfang Januar 2013 veröffentlichte Sharp seine zweite Single, welche den Namen Hello trug. Sie konnte mit einem ungefähr 45 Zentimeter großen, quadratischen Kunstdruck gekauft werden, welcher von Sharp selbst unterschrieben und auf 100 Stück limitiert war. Mitte September veröffentlichte Ben Sharp sein insgesamt sechstes Studioalbum, welches den Namen Subsume trug. Die vier Lieder des Albums trugen Zitate aus Haruki Murakamis Roman 1Q84, welchen Sharp während der Arbeit an dem Album las und aus welchen er Inspiration für dessen Lieder schöpfte.
Im Frühjahr 2014 ging Sharp erstmals zusammen mit Intronaut und TesseracT in Nordamerika auf Tour. Seine Songs spielte Sharp gemeinsam mit Intronaut. Am 24. November veröffentlichte Sharp sein erstes Live-Album, welches zum ersten Mal über ein Label erfolgte. Die Songs wurden jedoch nicht auf der Tour, sondern live im Studio aufgenommen.

## Stil
Ben Sharps ursprüngliches und heute noch vorrangigstes Instrument ist die Gitarre. Für das Schlagzeug verwendete Sharp bei den ersten Aufnahmen die Software EZdrummer der Firma Toontrack, nachdem er nach Los Angeles gezogen war und feststellte, dass er womöglich fürs Erste niemanden finden würde, mit dem er eine Band gründen könnte. Später verwendete er unter anderem dessen Nachfolger Superior Drummer 2.0 und Drumkit from Hell. Seit der Veröffentlichung von Let Yourself Be Huge spielt Sharp auch selbst auf einem elektronischen Schlagzeug. Gesanglich tritt Sharp das erste und bis zum jetzigen Zeitpunkt einzigen Mal auf dem Lied Let Yourself Be Huge auf dem gleichnamigen Album auf. Bei den Aufnahmen zu The Discovery, The Map Is Not the Territory und Portmanteau verwendete Sharp die Software Cakewalk Sonar. Seit der Veröffentlichung von ]]][[[ nutzt er das Programm Logic Pro, welches er zuerst in einer abgespeckten Version verwendete und sich später die Vollversion kaufte. Die Fähigkeiten des Masterings lernte Sharp bei einem guten Freund.

## Diskografie

### Alben
- 2005: Music is Tight (Eigenvertrieb)
- 2008: The Discovery (Eigenvertrieb)
- 2010: Beacons (Eigenvertrieb)
- 2011: Let Yourself Be Huge (Eigenvertrieb)
- 2011: Loop (Eigenvertrieb)
- 2012: Fade (Eigenvertrieb)
- 2013: Subsume (Eigenvertrieb)
- 2014: Live with Intronaut (Century Media)
- 2014: Little Histories (Eigenvertrieb)
- 2015: Woum (Eigenvertrieb)
- 2019: Unending (Eigenvertrieb)
- 2020: Loops (Eigenvertrieb)
- 2020: Solitude (Eigenvertrieb)

### EPs
- 2008: The Map Is Not the Territory (Eigenvertrieb)
- 2009: Portmanteau (Eigenvertrieb)
- 2010: ]]][[[ (Eigenvertrieb)
- 2010: A New Heavenly Body (Eigenvertrieb)

### Singles
- 2012: Signal/Noise (Eigenvertrieb)
- 2013: Hello (Eigenvertrieb)